# Bogusław Rzyski
Bogusław Rzyski (ur. 1944, zm. 23 grudnia 2010 w Gnieźnie) – polski historyk, nauczyciel, społecznik, regionalista, promotor turystyki, autor przewodników.

## Życiorys
W młodości związany ze Służbami Bezpieczeństwa PRL.
Przez wiele lat zasiadał w Państwowej Przewodnickiej Komisji Egzaminacyjnej przy Marszałku Województwa Wielkopolskiego, wychował wiele pokoleń przewodników turystycznych.
Wieloletni prezes Gnieźnieńskiego Oddziału PTTK, następnie Organizacji Turystycznej Szlak Piastowski.
W uznaniu zasług dla turystyki został w 2000 r. odznaczony przez prezydenta RP Krzyżem Kawalerskim Orderu Odrodzenia Polski.
Pośmiertnie za działalność społeczną otrzymał tytuł Człowieka Roku Mediów Lokalnych (2010).

## Opublikowane książki
- Piast Route, Wydawnictwo TEKST (2006)[5]
- Weekend w Gnieźnie,Trzemesznie i okolicach, Wielkopolska Organizacja Turystyczna, (Poznań 2009)[6].